# Tabanus pumilus
Tabanus pumilus är en tvåvingeart som beskrevs av Macquart 1838. Tabanus pumilus ingår i släktet Tabanus och familjen bromsar. Inga underarter finns listade i Catalogue of Life.